# EKS (Band)
EKS ist eine Schweizer Rapformation aus Basel.

## Biografie
EKS wurde im Jahr 2000 von Chok, Ster und Foorie gegründet. Ein Jahr darauf folgte die erste Veröffentlichung der Gruppe. Das Demotape trug den Titel Fight to Survive. Ein Jahr darauf wurde die LPEuri Kultur stinkt, welche inzwischen vergriffen ist. Dieses Release steigerte den Bekanntheitsgrad der Gruppe in der Region Basel. Daraufhin unterschrieben die Basler beim Label Golden Thugs Ent. Recordz. Kurz darauf verliess Foorie die Crew aus persönlichen Gründen. Fortan arbeitete EKS als Duo. In der Zeit danach hatten die beiden Rapper etliche regionale Auftritte. Dadurch kam das Duo mit der Allschwiler Reggaeband Schwellheim in Kontakt, mit welcher einige gemeinsame Auftritte folgten. Durch diese Zusammenarbeit flossen auch Elemente anderer Genres in die Musik von EKS ein. Die inzwischen um die Sängerin Rose erweiterte Gruppe veröffentlichte am 20. Oktober 2008 das Album Poesie vom Rhy.

## Diskografie
- 2001: Fight to Survive (Tape)
- 2002: Euri Kultur stinkt
- 2008: Poesie vom Rhy
- 2012: Funk you all
- 2015: Grundverschiede EP